# العرقة (الخبت)

تعديل مصدري - تعديل

العرقة هي إحدى قرى عزلة جبع بمديرية الخبت التابعة لمحافظة المحويت، بلغ تعداد سكانها 461 نسمة حسب تعداد اليمن لعام 2004.